# Splügen
Splügen (toponimo tedesco; in romancio Spleia, in italiano Spluga, desueto) è una frazione di 377 abitanti del comune svizzero di Rheinwald, nella regione Viamala (Canton Grigioni).

## Geografia fisica
Splügen è situato nell'alta valle del Reno Posteriore (in tedesco Rheinwald), sul versante settentrionale del passo dello Spluga; il punto più elevato del territorio è la cima del Pizzo Tambò (3 270 m s.l.m.), sul confine con Madesimo e Mesocco. La vallata che conduce al passo dello Spluga è solcata dal torrente Hüscherenbach, che confluisce nel Reno Posteriore proprio nei pressi di Splügen.

## Storia

### Età medievale
La prima attestazione del paese (Cella in Speluca), risale all'anno 840: la denominazione faceva riferimento a una dipendenza dell'abbazia di Pfäfers. Nel XIII secolo vi si insediarono coloni walser provenienti dalla val Formazza e da Sempione. A partire dal XV secolo accrebbe di importanza per lo sviluppo del traffico di merci sulla strada del passo dello Spluga.

### Età moderna e contemporanea
Nel 1716 e nel 1751 il villaggio fu distrutto da un incendio e nel 1799 fu occupato dapprima dai soldati napoleonici del generale Claude Lecourbe e poi, l'anno seguente, dall'armata dei Grigioni del maresciallo Étienne Jacques Joseph Alexandre Macdonald, che attraversò il passo dello Spluga e scese a Chiavenna.
L'apertura della nuova strada commerciale dello Spluga nel 1823 portò a un temporaneo aumento del traffico delle merci e dei viaggiatori, ma pochi decenni più tardi l'apertura della galleria ferroviaria del San Gottardo (1882) portò a un grave crollo dei traffici che fu la causa principale di un'ondata migratoria verso il Nordamerica e la Nuova Zelanda. Nel 1944 gli abitanti si opposero con successo al progetto di costruire un grande invaso artificiale che avrebbe sommerso il villaggio facendolo scomparire; il progetto venne definitivamente accantonato il 29 novembre 1946. Dagli anni 1970 è divenuto un centro di sport invernali.

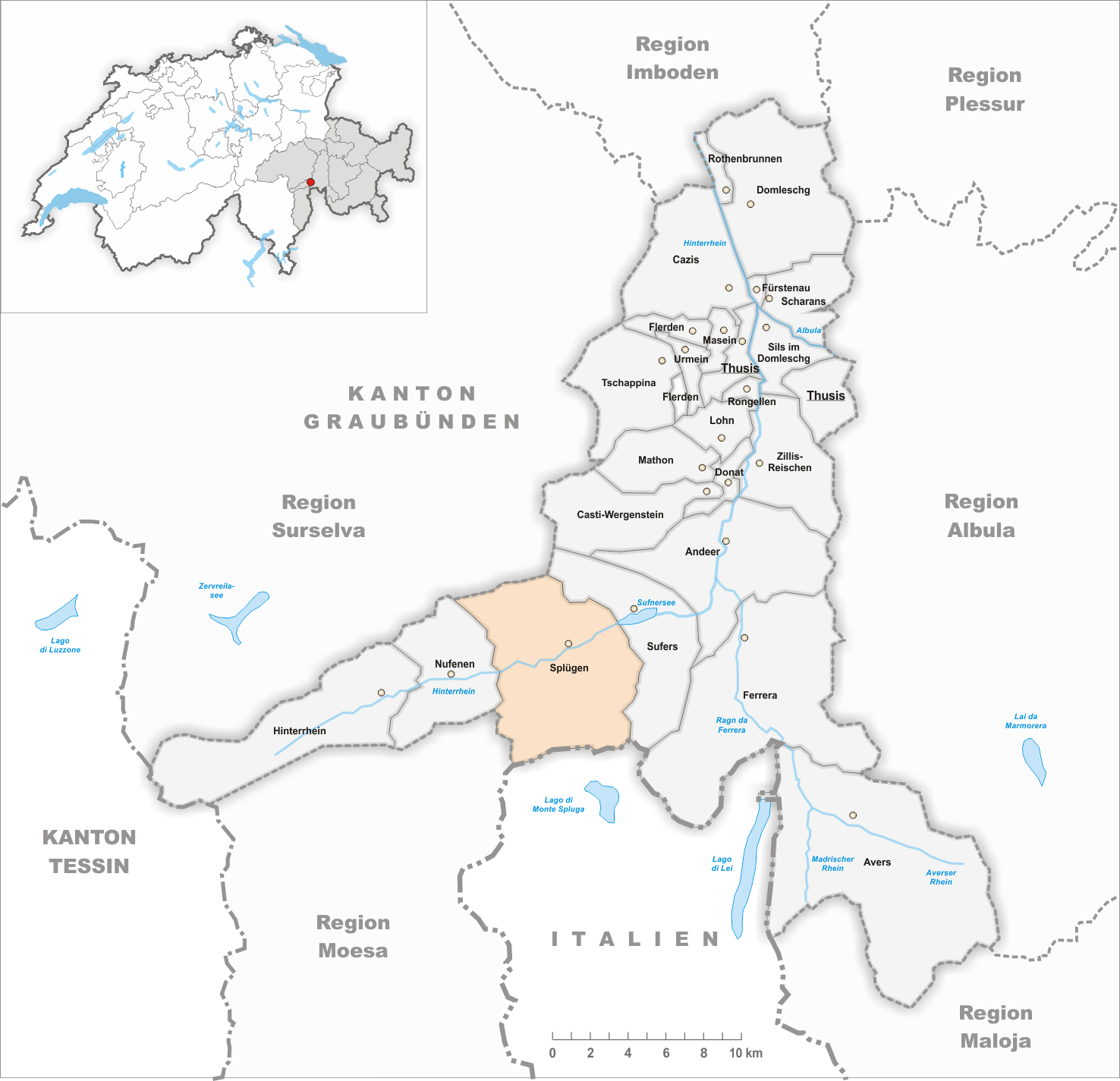
Il territorio del comune di Splügen prima degli accorpamenti comunali del 2019

Dal 1851 fino al 31 dicembre 2018 Splügen è stato un comune autonomo, che nel 2006 aveva inglobato il comune soppresso di Medels im Rheinwald e che si estendeva per 60,49 km²; il 1º gennaio 2019 è stato a sua volta accorpato agli altri comuni soppressi di Hinterrhein e Nufenen per formare il nuovo comune di Rheinwald, del quale Splügen ospita la sede municipale.

## Monumenti e luoghi d'interesse
Dal 1º agosto 2019 il villaggio walser di Splügen è membro dell'associazione "I borghi più belli della Svizzera".

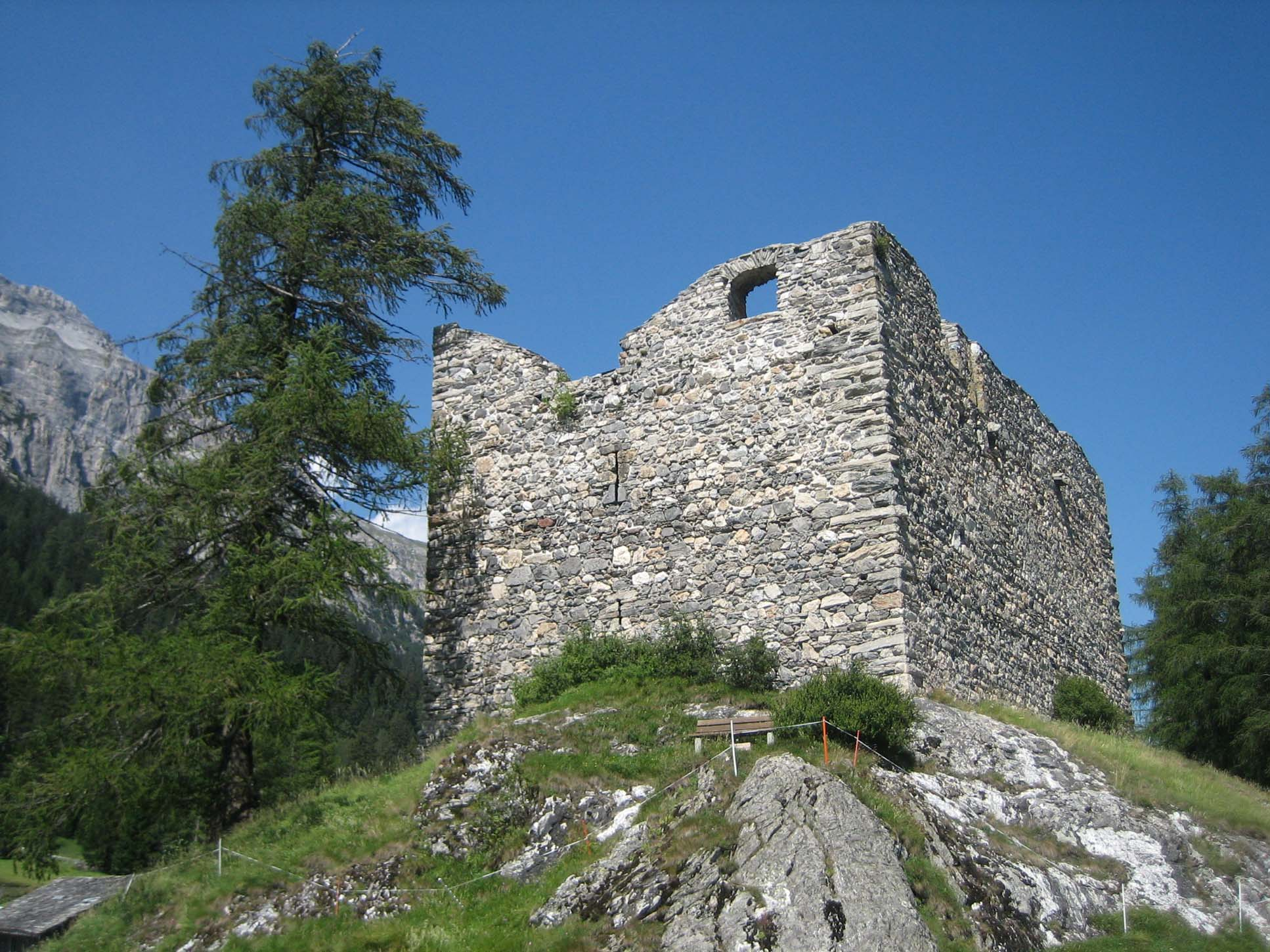
Le rovine del castello Splügen

- Chiesa riformata, eretta nel 1689[1];
- Rovine del castello Splügen, eretto nel XIII secolo[1];
- Hotel Bodenhaus[1];
- Casa Schorsch[senza fonte];
- Parc Adula.

## Società

### Evoluzione demografica
L'evoluzione demografica è riportata nella seguente tabella (dal 2010 con Medels im Rheinwald):
Abitanti censiti

## Economia
L'economia locale trae impulso principalmente dal turismo invernale (stazione sciistica sviluppatasi a partire dagli anni 1970).

## Infrastrutture e trasporti
Splügen dista 40 km da Chiavenna, 51 km da Coira e 66 km da Bellinzona; è servito dall'uscita autostradale omonima sull'autostrada A13/E43 e dalle strade principali 13 e 567.

## Sport
Munito di impianti di risalita, il territorio di Splügen è attrezzato per lo sci alpino; ha ospitato i Campionati svizzeri della disciplina nel 2008 e nel 2014. Le piste sono posizionate ai fianchi della strada che conduce al passo dello Spluga.